# Попутчик (фильм, 1986, США)
«Попутчик» (англ. The Hitcher) — американский кинофильм 1986 года, снятый Робертом Хармоном по сценарию Эрика Реда, с участием Рутгера Хауэра, Си Томаса Хауэлла, Джеффри ДеМанна и Дженнифер Джейсон Ли. В 2003 году вышло продолжение с Джейком Бьюзи в главной роли, а в 2007 году был снят ремейк с участием Шона Бина в роли попутчика.

## Сюжет
Перегоняя кадиллак через Техас, Джим Холси (Си Томас Хауэлл) подбирает на дороге попутчика (Рутгер Хауэр), который представляется Джоном Райдером. Проезжая мимо стоящей на обочине машины, Джим намеревается притормозить, потому что ему кажется, что он что-то там увидел, но Райдер мешает ему это сделать. Он говорит Джиму, что он убил водителя той машины, и что собирается сделать то же самое с Джимом. Когда Джим спрашивает, чего Райдер от него хочет, тот отвечает: «Я хочу, чтобы ты остановил меня». Джим открывает дверь и, выбросив Райдера из машины, уезжает.
На следующий день Джим продолжает поездку. На машине его обгоняет семья. Вдруг из-за игрушек выглядывает Райдер. Джим пытается предупредить их об опасности, но попадает в аварию. Позже Джим видит машину той семьи разбитой, с лежащими в ней трупами той семьи. В поисках телефона Джим останавливается у заброшенной заправки. Там он вновь встречает Райдера, но тот лишь бросает Джиму ключи, которые стащил в машине Джима ранее, и уходит. Джим видит, как Райдер останавливает и садится в машину к своей очередной жертве. Джим едет на другую заправку, где едва не взрывается вместе с машиной из-за устроенного Райдером пожара.
Джим приезжает в ближайшее кафе. Он знакомится с официанткой Нэш (Дженнифер Джейсон Ли). Вдруг Джим замечает в еде человеческий палец. Приезжают полицейские и арестовывают Джима, найдя у него в кармане подброшенный Райдером окровавленный нож. Допросив его, полицейские не верят в его виновность, тем не менее они сажают Джима в камеру. Проснувшись через некоторое время в камере, Джим обнаруживает, что все дежурившие в участке полицейские убиты. Взяв револьвер одного из убитых, Джим убегает. Вновь добравшись до телефона, Джим видит двух полицейских и берёт их в заложники. Забравшись к ним в машину, он просит их связаться по рации с кем-нибудь главным. На связь с ними выходит капитан Эстеридж (Джеффри Деманн), который обещает Джиму во всём разобраться. В этот момент полицейскую машину настигает Райдер и убивает обоих полицейских.
Отчаявшийся, Джим идёт обратно в кафе, где к нему за столик подсаживается Райдер. Джим направляет на него револьвер, который оказывается незаряженным. Райдер оставляет ему патроны и уходит. Джим тайком пробирается в отъезжающий автобус. В этот же автобус садится Нэш. Джим убеждает её в своей невиновности. Полиция останавливает автобус, и Джим вновь решает сдаться. Однако один из полицейских, считающий Джима маньяком-убийцей, хочет отомстить за своих сослуживцев и застрелить его на месте. Внезапно вмешивается Нэш и, угрожая оружием, заставляет полицейских отпустить Джима. Полиция устремляется в погоню за ними, но Райдер стреляет в полицейский вертолёт, крушение которого помогает Джиму и Нэш уйти от преследования полиции.
Вместе они отправляются в ближайший отель. Пока Джим моется в душе, Райдер похищает Нэш. Джим ищет её и встречает капитана Эстериджа, который отводит его к грузовику, окруженному полицией. Между грузовиком и прицепом Джим видит Нэш, привязанную за руки и за ноги. Эстеридж говорит Джиму, что если полиция откроет огонь по Райдеру, его нога отпустит сцепление, и грузовик поедет. Джим идёт в кабину к Райдеру, чтобы поговорить с ним. Райдер даёт ему револьвер и говорит, чтобы Джим стрелял. Но Джим не нажимает на курок, потому что если он убьёт Райдера, то умрёт и Нэш. Разочарованный бездействием Джима, Райдер забирает у него револьвер и давит на газ, разрывая Нэш напополам.
Райдер взят под стражу. Джим едет с Эстериджем домой. Но убеждённый в том, что полиция упустит Райдера, Джим выхватывает у Эстериджа револьвер и вынуждает его выйти из машины. Джим отправляется за Попутчиком, чтобы покончить с ним самостоятельно. Он догоняет автобус, в котором едет Райдер. В это время Райдер убивает своих конвоиров и прыгает на лобовое стекло машины Джима. Джим резко нажимает на тормоз, и Райдер вылетает из машины. Пока Джим приходит в себя, Райдер добирается до оружия и стреляет по машине. Наконец, Джиму удаётся завести машину. Он давит на газ и сбивает Райдера. Выйдя из машины, Джим подходит к лежащему без движения телу. Он убеждается, что Райдер мёртв и направляется назад к машине. В этот момент Райдер поднимается и бросает снятые с себя наручники под ноги Джиму.
Джим поворачивается и стреляет несколько раз из дробовика. Думая, что попутчик уничтожен Джим со спокойной душой закуривает сигарету. Во второй части Джим снова встречает попутчика и говорит — «Он выглядит по-другому, но это он». Возможно это был сын Райдера и его цель отомстить Джиму за отца.

## В ролях
- Си Томас Хауэлл — Джим Холси
- Рутгер Хауэр — Джон Райдер / Попутчик
- Дженнифер Джейсон Ли — Нэш
- Джеффри ДеМанн — капитан Эстеридж
- Джон Морис Джексон — сержант Старр
- Билли Грин Буш — полицейский Доннер
- Генри Дэрроу — полицейский Хэнкок
- Джек Тибо — полицейский Престон
- Армин Шимерман — сержант

## Факты
- Фильм мгновенно стал культовым в СССР, хотя на западе лента на первых порах была встречена достаточно прохладно.
- Рутгер Хауэр настолько вжился в роль маньяка, что Си Томас Хауэлл даже боялся своего партнёра по съёмочной площадке.
- Это второй фильм, в котором можно одновременно увидеть и Рутгера Хауэра, и Дженнифер Джейсон Ли. Ранее они вместе снимались в исторической драме «Плоть и кровь».
- В 2003 году режиссёр Луи Морно снял продолжение — «Попутчик 2».